# Ropley
Ropley is een civil parish in het bestuurlijke gebied East Hampshire, in het Engelse graafschap Hampshire met 1602 inwoners.